# Lauri Lehtinen

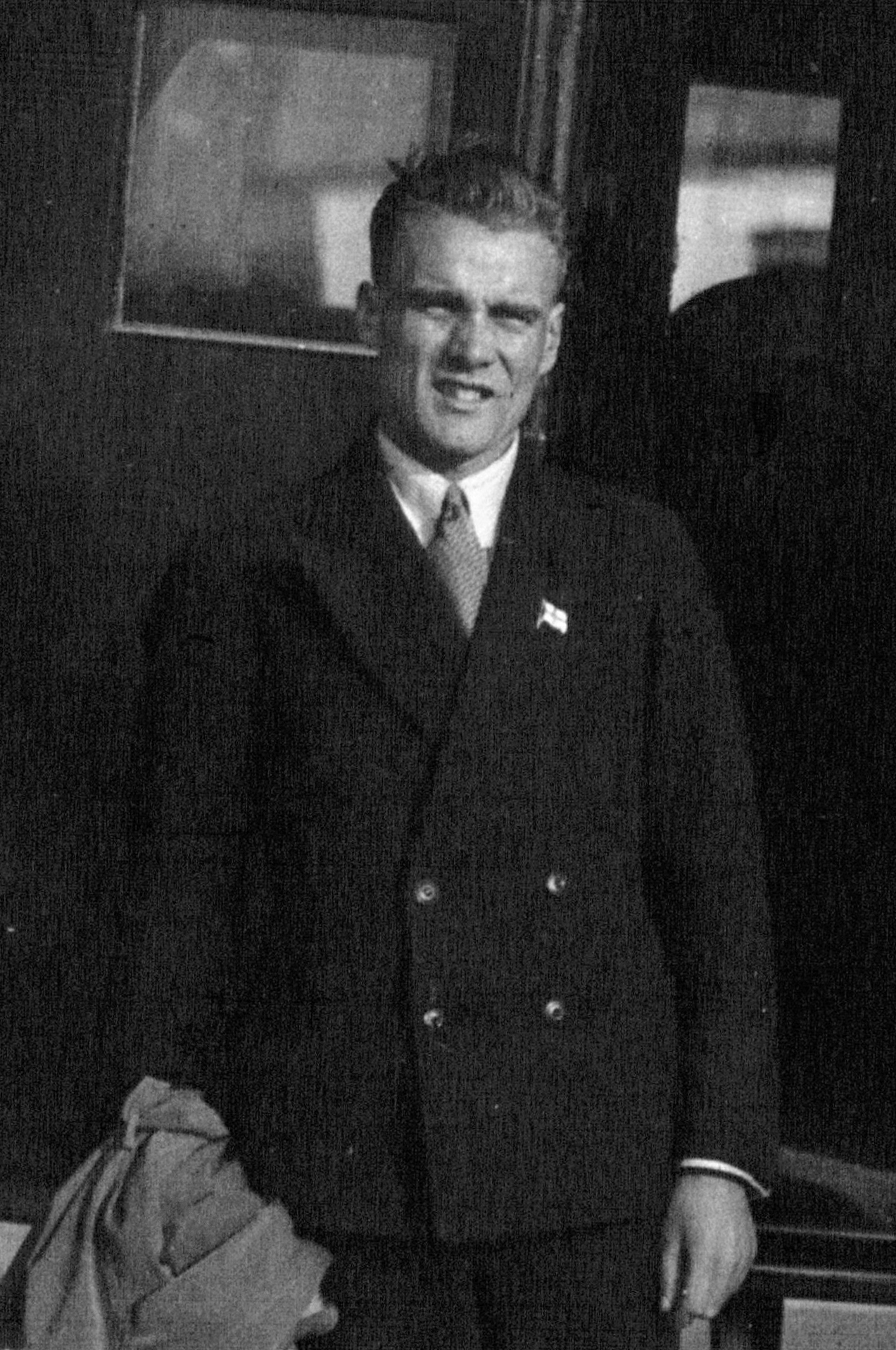
Lauri Lehtinen, 1931

Lauri Aleksanteri Lehtinen (* 10. August 1908 in Porvoo, Finnland; † 4. Dezember 1973 in Helsinki) war ein finnischer Leichtathlet und 1932 Olympiasieger über 5000 Meter bei den Olympischen Spielen in Los Angeles.
Zwei Wochen vor den Olympischen Spielen, am 19. Juni 1932, verbesserte Lauri Lehtinen in Helsinki über 5000 Meter den acht Jahre alten Weltrekord von Paavo Nurmi um 11 Sekunden auf 14:17,0 min und war damit der Favorit für den Olympiasieg über diese Distanz.
Bei den Olympischen Spielen 1932 in Los Angeles startete Lehtinen denn auch über 5000 Meter. Im Finale übernahmen er und sein Landsmann Lauri Virtanen früh die Führung. Sie hatten damit vor, alle ihre weiteren Gegner abzuschütteln, was ihnen auch fast gelang. Nur einer ließ nicht nach: Der US-Amerikaner Ralph Hill. Wenig später entwickelte sich das Rennen zu einer wahren Schlacht zwischen Lehtinen und Hill. In der letzten Runde griff Hill Lehtinen an und war im Begriff, ihn zu überholen. Lehtinen verhinderte das, in dem er Hill im Zickzack von einer Bahn auf die andere laufend den Weg abschnitt. Obwohl eine allgemeine Taktik in Europa, war das insbesondere für das amerikanische Publikum ungewohnt. Derart frustriert, buhte es Lehtinen aus. Lauri Lehtinen gewann knapp, für Ralph Hill wurde die gleiche Zeit von 14:30,0 min gestoppt. Es war das einzige olympische Rennen, dessen Distanz länger als 200 Meter war, in dem die beiden Ersten identische Zeiten erzielten.
Das Kampfgericht war zunächst unsicher, ob es sich um eine Behinderung durch Lauri Lehtinen gehandelt habe. Deshalb fand die Siegerehrung erst 24 Stunden später statt. Dabei kam es – zur Begeisterung des Publikums – zu versöhnlichen Gesten beider Sportler, als sie ihre Mannschaftsabzeichen tauschten.
Bei den Olympischen Spielen 1936 in Berlin konnte Lehtinen seinen Titel nicht verteidigen und beendete das Rennen als Zweiter hinter seinem Landsmann Gunnar Höckert.
1940 widmete Lehtinen seine Goldmedaille einem Soldaten. Es war eine Geste des Respektes Lehtinens für Gunnar Höckert, der sich freiwillig zum Dienst in der finnischen Armee gemeldet hatte und als Reserveleutnant kämpfend im Winterkrieg gegen die Sowjetunion am Tag vor seinem 30. Geburtstag in Karelien gefallen war.